# Verein für Leibesübungen Bochum 1848 1994-1995
Questa voce raccoglie le informazioni riguardanti il Verein für Leibesübungen Bochum 1848 nelle competizioni ufficiali della stagione 1994-1995.

## Stagione
Nella stagione 1994-1995 il Bochum, allenato da Jürgen Gelsdorf e Klaus Toppmöller, concluse il campionato di Bundesliga al 16º posto e fu retrocesso in 2. Bundesliga. In Coppa di Germania il Bochum fu eliminato al secondo turno dal Fortuna Colonia.

## Rosa
| N. |                        | Ruolo | Calciatore         |
| -- | ---------------------- | ----- | ------------------ |
| 5  | Polonia (bandiera)     | D     | Tomasz Wałdoch     |
| 6  | Germania (bandiera)    | C     | Peter Peschel      |
| 7  | Germania (bandiera)    | C     | Kai Michalke       |
| 9  | Polonia (bandiera)     | A     | Henryk Bałuszyński |
| 10 | Germania (bandiera)    | C     | Dariusz Wosz       |
| 11 | Stati Uniti (bandiera) | A     | Eric Wynalda       |
| 12 | Germania (bandiera)    | D     | Christian Herrmann |
| 13 | Germania (bandiera)    | D     | Max Eberl          |
| 17 | Germania (bandiera)    | C     | Frank Heinemann    |
| 18 | Germania (bandiera)    | A     | Roland Wohlfarth   |
| 23 | Germania (bandiera)    | A     | Holger Aden        |
| 24 | Islanda (bandiera)     | C     | Þórður Guðjónsson  |
| 24 | Germania (bandiera)    | C     | Andreas Wieczorek  |
|    | Germania (bandiera)    | P     | Andreas Wessels    |

| N. |                        | Ruolo | Calciatore        |
| -- | ---------------------- | ----- | ----------------- |
|    | Germania (bandiera)    | P     | Ralf Zumdick      |
|    | Germania (bandiera)    | D     | Sven Christians   |
|    | Germania (bandiera)    | D     | Michael Frontzeck |
|    | Paesi Bassi (bandiera) | D     | Rob Reekers       |
|    | Germania (bandiera)    | D     | Uwe Schneider     |
|    | Germania (bandiera)    | D     | Uwe Stöver        |
|    | Germania (bandiera)    | C     | Dirk Eitzert      |
|    | Germania (bandiera)    | C     | Michael Hubner    |
|    | Germania (bandiera)    | C     | Robert Matiebel   |
|    | Portogallo (bandiera)  | C     | Paolo da Palma    |
|    | Germania (bandiera)    | C     | Jörg Schwanke     |
|    | Germania (bandiera)    | C     | Markus von Ahlen  |
|    | Germania (bandiera)    | C     | Uwe Wegmann       |

## Organigramma societario
Area tecnica
- Allenatore: Klaus Toppmöller
- Allenatore in seconda:
- Preparatore dei portieri:
- Preparatori atletici:

## Calciomercato

### Sessione estiva
| Acquisti | Acquisti           | Acquisti       | Acquisti |
| R.       | Nome               | da             | Modalità |
| -------- | ------------------ | -------------- | -------- |
| A        | Roland Wohlfarth   | Saint-Étienne  |          |
| D        | Tomasz Wałdoch     | Górnik Zabrze  |          |
| A        | Henryk Bałuszyński | Górnik Zabrze  |          |
| D        | Michael Frontzeck  | Stoccarda      |          |
| D        | Uwe Schneider      | Stoccarda      |          |
| C        | Andreas Wieczorek  | SV Langenau 08 |          |
| A        | Eric Wynalda       | Saarbrücken    |          |

| Cessioni | Cessioni     | Cessioni        | Cessioni |
| R.       | Nome         | a               | Modalità |
| -------- | ------------ | --------------- | -------- |
| C        | Dirk Helmig  | Rot-Weiss Essen |          |
| A        | Kim Joo-sung | Busan IPark     |          |

### Sessione invernale
| Acquisti | Acquisti | Acquisti | Acquisti |
| R.       | Nome     | da       | Modalità |
| -------- | -------- | -------- | -------- |

| Cessioni | Cessioni | Cessioni | Cessioni |
| R.       | Nome     | a        | Modalità |
| -------- | -------- | -------- | -------- |

## Risultati

### Bundesliga

#### Girone di andata
| Arbitro: | Steinborn |

|                                     |           |          |
| Scholl 67’ Helmer 72’ Nerlinger 73’ | Marcatori | 87’ Aden |

| Arbitro: | Wagner |

|                        |           |  |
| Aden 31’ von Ahlen 75’ | Marcatori |  |

| Arbitro: | Buchhart |

|                      |           |  |
| Basler 69’, 82’, 88’ | Marcatori |  |

| Arbitro: | Wiesel |

|          |           |                             |
| Aden 63’ | Marcatori | 42’, 75’ Kirsten 61’ Völler |

| Arbitro: | Berg |

|          |           |                           |
| Aden 57’ | Marcatori | 2’ Cardoso 34’, 90’ Spies |

| Arbitro: | Albrecht |

|                                                                                     |           |                      |
| Effenberg 16’, 85’ Kastenmaier 23’ Herrlich 27’ Wynhoff 38’ Salou 50’ Schneider 78’ | Marcatori | 68’ (rig.) Heinemann |

| Arbitro: | Zerr |

|                |           |  |
| Guðjónsson 90’ | Marcatori |  |

| Arbitro: | Fröhlich |

|                                  |           |                |
| Spörl 32’ (rig.), 50’ Lečkov 42’ | Marcatori | 21’ Guðjónsson |

| Arbitro: | Strampe |

|                       |           |                                 |
| Wegmann 45’ Palma 59’ | Marcatori | 76’ Trares 82’ (aut.) Schneider |

| Arbitro: | Malbranc |

|                            |           |             |
| Rudy 5’ Polster 28’ (rig.) | Marcatori | 24’ Wegmann |

| Arbitro: | Schmidt |

|  |           |                              |
|  | Marcatori | 22’ Sforza 36’ (rig.) Brehme |

| Arbitro: | Fleske |

|                 |           |                |
| Yeboah 41’, 60’ | Marcatori | 80’ Guðjónsson |

| Arbitro: | Habermann |

|  |           |                          |
|  | Marcatori | 29’ Riedle 67’ Chapuisat |

| Arbitro: | Wiesel |

|                     |           |                           |
| Dunga 20’ Kruse 50’ | Marcatori | 44’ Wegmann 89’ Frontzeck |

| Arbitro: | Scheuerer |

|                                |           |             |
| Wałdoch 31’ Wegmann 56’ (rig.) | Marcatori | 86’ Paßlack |

| Arbitro: | Albrecht |

|                                             |           |                      |
| Anderbrügge 29’ (rig.) Látal 36’ Herzog 86’ | Marcatori | 45’, 51’ Bałuszyński |

| Arbitro: | Kiefer |

|  |           |             |
|  | Marcatori | 36’ Schmitt |

#### Girone di ritorno
| Arbitro: | Steinborn |

|              |           |                           |
| Herrmann 72’ | Marcatori | 37’ Kostadinov 49’ Helmer |

| Arbitro: | Zerr |

|  |           |                             |
|  | Marcatori | 19’ Bałuszyński 87’ Peschel |

| Arbitro: | Wagner |

|                |           |                                 |
| Bałuszyński 1’ | Marcatori | 33’, 37’ Besčastnych 83’ Basler |

| Arbitro: | Schmidt |

|            |           |                                          |
| Scholz 87’ | Marcatori | 8’ Michalke 34’ Wegmann 41’ (aut.) Wörns |

| Arbitro: | Fischer |

|             |           |                             |
| Wassmer 86’ | Marcatori | 17’ (rig.) Wegmann 63’ Wosz |

| Arbitro: | Fleske |

|  |           |                              |
|  | Marcatori | 12’ Kastenmaier 78’ Herrlich |

| Arbitro: | Aust |

|                                           |           |             |
| Krohm 29’ Schütterle 48’ Marin 64’ (rig.) | Marcatori | 28’ Wałdoch |

| Bochum 7 aprile 1995, ore 20:00 CEST 25ª giornata | Bochum | 0 – 0 referto | Amburgo | Ruhrstadion (22 000 spett.)\| Arbitro: \| Best \| |
| Arbitro:                                          | Best   |               |         |                                                   |

| Arbitro: | Merk |

|                                           |           |  |
| Rydlewicz 21’ Winkler 29’, 37’ Trares 69’ | Marcatori |  |

| Arbitro: | Fröhlich |

|               |           |  |
| Frontzeck 48’ | Marcatori |  |

| Arbitro: | Osmers |

|                                   |           |             |
| Marschall 18’ Hamann 35’ Kuka 47’ | Marcatori | 74’ Wałdoch |

| Arbitro: | Strampe |

|  |           |                 |
|  | Marcatori | 44’ Komljenović |

| Arbitro: | Weber |

|                                       |           |             |
| Zorc 54’ (rig.) Möller 57’ Reuter 81’ | Marcatori | 64’ Wegmann |

| Arbitro: | Merk |

|                                                |           |  |
| Wałdoch 7’ Wegmann 32’, 65’ (rig.) Peschel 69’ | Marcatori |  |

| Arbitro: | Dardenne |

|                        |           |             |
| Feldhoff 54’ Krieg 90’ | Marcatori | 81’ Peschel |

| Arbitro: | Malbranc |

|                                                            |           |            |
| Wosz 8’ Wegmann 27’ (rig.), 54’ Heinemann 47’ Michalke 78’ | Marcatori | 19’ Müller |

| Arbitro: | Kasper |

|                              |           |                        |
| Reekers 68’ (aut.) Bonan 72’ | Marcatori | 23’ Hubner 77’ Peschel |

### Coppa di Germania
| Arbitro: | Kasper |

|  |           |                                 |
|  | Marcatori | 112’ Hubner 115’ (rig.) Wegmann |

| Arbitro: | Weber |

|                       |           |             |
| Fuchs 25’ Präger 112’ | Marcatori | 43’ Wegmann |

## Statistiche

### Statistiche di squadra
| Competizione      | Punti | In casa | In casa | In casa | In casa | In casa | In casa | In trasferta | In trasferta | In trasferta | In trasferta | In trasferta | In trasferta | Totale | Totale | Totale | Totale | Totale | Totale | DR  |
| Competizione      | Punti | G       | V       | N       | P       | Gf      | Gs      | G            | V            | N            | P            | Gf           | Gs           | G      | V      | N      | P      | Gf     | Gs     | DR  |
| ----------------- | ----- | ------- | ------- | ------- | ------- | ------- | ------- | ------------ | ------------ | ------------ | ------------ | ------------ | ------------ | ------ | ------ | ------ | ------ | ------ | ------ | --- |
| Bundesliga        | 31    | 17      | 6       | 2       | 9       | 21      | 23      | 17           | 3            | 2            | 12           | 22           | 44           | 34     | 9      | 4      | 21     | 43     | 67     | -24 |
| Coppa di Germania | -     | 0       | 0       | 0       | 0       | 0       | 0       | 2            | 1            | 0            | 1            | 3            | 2            | 2      | 1      | 0      | 1      | 3      | 2      | +1  |
| Totale            | 31    | 17      | 6       | 2       | 9       | 21      | 23      | 19           | 4            | 2            | 13           | 25           | 46           | 36     | 10     | 4      | 22     | 46     | 69     | -23 |

### Andamento in campionato
| Giornata  | 1  | 2 | 3  | 4  | 5  | 6  | 7  | 8  | 9  | 10 | 11 | 12 | 13 | 14 | 15 | 16 | 17 | 18 | 19 | 20 | 21 | 22 | 23 | 24 | 25 | 26 | 27 | 28 | 29 | 30 | 31 | 32 | 33 | 34 |
| --------- | -- | - | -- | -- | -- | -- | -- | -- | -- | -- | -- | -- | -- | -- | -- | -- | -- | -- | -- | -- | -- | -- | -- | -- | -- | -- | -- | -- | -- | -- | -- | -- | -- | -- |
| Luogo     | T  | C | T  | C  | C  | T  | C  | T  | C  | T  | C  | T  | C  | T  | C  | T  | C  | C  | T  | C  | T  | T  | C  | T  | C  | T  | C  | T  | C  | T  | C  | T  | C  | T  |
| Risultato | P  | V | P  | P  | P  | P  | V  | P  | N  | P  | P  | P  | P  | N  | V  | P  | P  | P  | V  | P  | V  | V  | P  | P  | N  | P  | V  | P  | P  | P  | V  | P  | V  | N  |
| Posizione | 16 | 7 | 13 | 15 | 16 | 17 | 16 | 16 | 16 | 17 | 17 | 17 | 17 | 17 | 16 | 17 | 17 | 18 | 18 | 18 | 16 | 15 | 15 | 17 | 16 | 17 | 16 | 16 | 16 | 17 | 17 | 17 | 16 | 16 |

Legenda:

Luogo: C = Casa; T = Trasferta. Risultato: V = Vittoria; N = Pareggio; P = Sconfitta.

### Statistiche dei giocatori
| Giocatore      | Bundesliga | Bundesliga | Bundesliga  | Bundesliga | Coppa di Germania | Coppa di Germania | Coppa di Germania | Coppa di Germania | Totale   | Totale | Totale      | Totale     |
| Giocatore      | Presenze   | Reti       | Ammonizioni | Espulsioni | Presenze          | Reti              | Ammonizioni       | Espulsioni        | Presenze | Reti   | Ammonizioni | Espulsioni |
| -------------- | ---------- | ---------- | ----------- | ---------- | ----------------- | ----------------- | ----------------- | ----------------- | -------- | ------ | ----------- | ---------- |
| H. Aden        | 4          | 4          | 1           | 0          | 2                 | 0                 | 0                 | 0                 | 6        | 4      | 1           | 0          |
| H. Bałuszyński | 10         | 4          | 0           | 0          | 0                 | 0                 | 0                 | 0                 | 10       | 4      | 0           | 0          |
| S. Christians  | 15         | 0          | 2           | 1          | 2                 | 0                 | 0                 | 0                 | 17       | 0      | 2           | 1          |
| M. Eberl       | 21         | 0          | 12          | 0          | 0                 | 0                 | 0                 | 0                 | 21       | 0      | 12          | 0          |
| D. Eitzert     | 0          | 0          | 0           | 0          | 0                 | 0                 | 0                 | 0                 | 0        | 0      | 0           | 0          |
| M. Frontzeck   | 28         | 2          | 10          | 0          | 1                 | 0                 | 0                 | 0                 | 29       | 2      | 10          | 0          |
| Þ. Guðjónsson  | 16         | 3          | 0           | 0          | 0                 | 0                 | 0                 | 0                 | 16       | 3      | 0           | 0          |
| F. Heinemann   | 13         | 2          | 2           | 0          | 1                 | 0                 | 0                 | 0                 | 14       | 2      | 2           | 0          |
| C. Herrmann    | 22         | 1          | 5           | 1          | 2                 | 0                 | 1                 | 0                 | 24       | 1      | 6           | 1          |
| M. Hubner      | 13         | 1          | 0           | 0          | 1                 | 1                 | 0                 | 0                 | 14       | 2      | 0           | 0          |
| R. Matiebel    | 4          | 0          | 0           | 0          | 0                 | 0                 | 0                 | 0                 | 4        | 0      | 0           | 0          |
| K. Michalke    | 24         | 2          | 6           | 0          | 1                 | 0                 | 1                 | 0                 | 25       | 2      | 7           | 0          |
| P. Palma       | 10         | 1          | 7           | 0          | 1                 | 0                 | 1                 | 0                 | 11       | 1      | 8           | 0          |
| P. Peschel     | 23         | 4          | 2           | 0          | 1                 | 0                 | 0                 | 0                 | 24       | 4      | 2           | 0          |
| R. Reekers     | 11         | 0          | 3           | 1          | 0                 | 0                 | 0                 | 0                 | 11       | 0      | 3           | 1          |
| U. Schneider   | 11         | 0          | 3           | 0          | 2                 | 0                 | 1                 | 0                 | 13       | 0      | 4           | 0          |
| J. Schwanke    | 15         | 0          | 10          | 0          | 0                 | 0                 | 0                 | 0                 | 15       | 0      | 10          | 0          |
| U. Stöver      | 25         | 0          | 7           | 0          | 2                 | 0                 | 0                 | 0                 | 27       | 0      | 7           | 0          |
| T. Wałdoch     | 25         | 4          | 2           | 1          | 0                 | 0                 | 0                 | 0                 | 25       | 4      | 2           | 1          |
| U. Wegmann     | 33         | 11         | 9           | 0          | 2                 | 2                 | 1                 | 0                 | 35       | 13     | 10          | 0          |
| A. Wessels     | 34         | 0          | 2           | 0          | 2                 | 0                 | 0                 | 0                 | 36       | 0      | 2           | 0          |
| A. Wieczorek   | 1          | 0          | 0           | 0          | 0                 | 0                 | 0                 | 0                 | 1        | 0      | 0           | 0          |
| R. Wohlfarth   | 11         | 0          | 0           | 0          | 0                 | 0                 | 0                 | 0                 | 11       | 0      | 0           | 0          |
| D. Wosz        | 32         | 2          | 7           | 0          | 2                 | 0                 | 0                 | 0                 | 34       | 2      | 7           | 0          |
| E. Wynalda     | 22         | 0          | 2           | 0          | 2                 | 0                 | 1                 | 0                 | 24       | 0      | 3           | 0          |
| R. Zumdick     | 0          | 0          | 0           | 0          | 0                 | 0                 | 0                 | 0                 | 0        | 0      | 0           | 0          |
| M. von Ahlen   | 14         | 1          | 0           | 0          | 2                 | 0                 | 0                 | 0                 | 16       | 1      | 0           | 0          |